# آزمایش خون

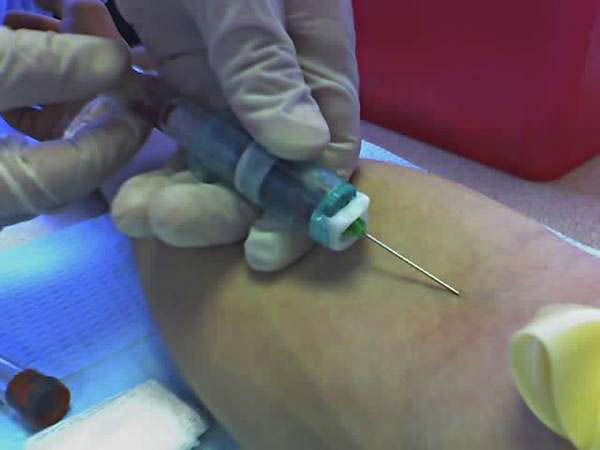
نمونه‌گیری خون به‌وسیله سیستم وگوتاینر برای آزمایش خون

آزمایش خون یک روند مربوط به علوم آزمایشگاهی است که بر روی یک نمونه خونی گرفته‌شده از سیاه‌رگ، سرخ‌رگ یا مویرگ انجام می‌شود؛ به چند آزمایش خون مرتبط به‌هم، یک پانل می‌گویند. آزمایش خون، اغلب در بهداشت و درمان، برای تعیین وضعیت فیزیولوژیک و بیوشیمیایی، همچون: بیماری، میزان مواد معدنی، اثرگذاری دارویی و نیز عملکرد اندام درونی بدن استفاده می‌شود. نمونه پانل‌های خون بالینی همیشه شامل یک پانل متابولیک پایه یا شمارش کامل خون است. همچنین، آزمایش خون در آزمایش مربط به مواد مخدر، برای تشخیص سوءمصرف مواد مخدر به‌کار می‌رود.

## خون‌گیری
خون‌گیری وریدی به‌عنوان یک روش کم‌تهاجم برای داشتن سلول‌ها و مایع برون‌سلولی یا همان پلاسما از بدن بیمار برای آزمایش، امروزه بهترین روش است. از آنجا که جریان خون در سراسر بدن به‌عنوان وسیله فراهم‌آوری اکسیژن و مواد غذایی و حمل مواد زائد دفعی به سیستم‌های دفعی بدن وجود دارد، بسیاری از وضعیت‌های بالینی بدن را تحت تأثیر قرار می‌دهد؛ به همین دلیل، آزمایش خون یکی از پرکاربردترین آزمایش‌های پزشکی است.
مداخله پزشکی خون‌گیری از وظایف تکنیسین آزمایشگاه، پرستار و مسئول خون‌گیری است. در اورژانس، نیروهای امدادگر دوره‌دیده و پزشکان آمبولانس نیز می‌توانند اقدام به خون‌گیری نمایند. متخصصان تنفسی نیز برای آنالیز خون شریانی باید دوره ویژه خون‌گیری از سرخ‌رگ را بگذرانند.

## انواع آزمایش خون

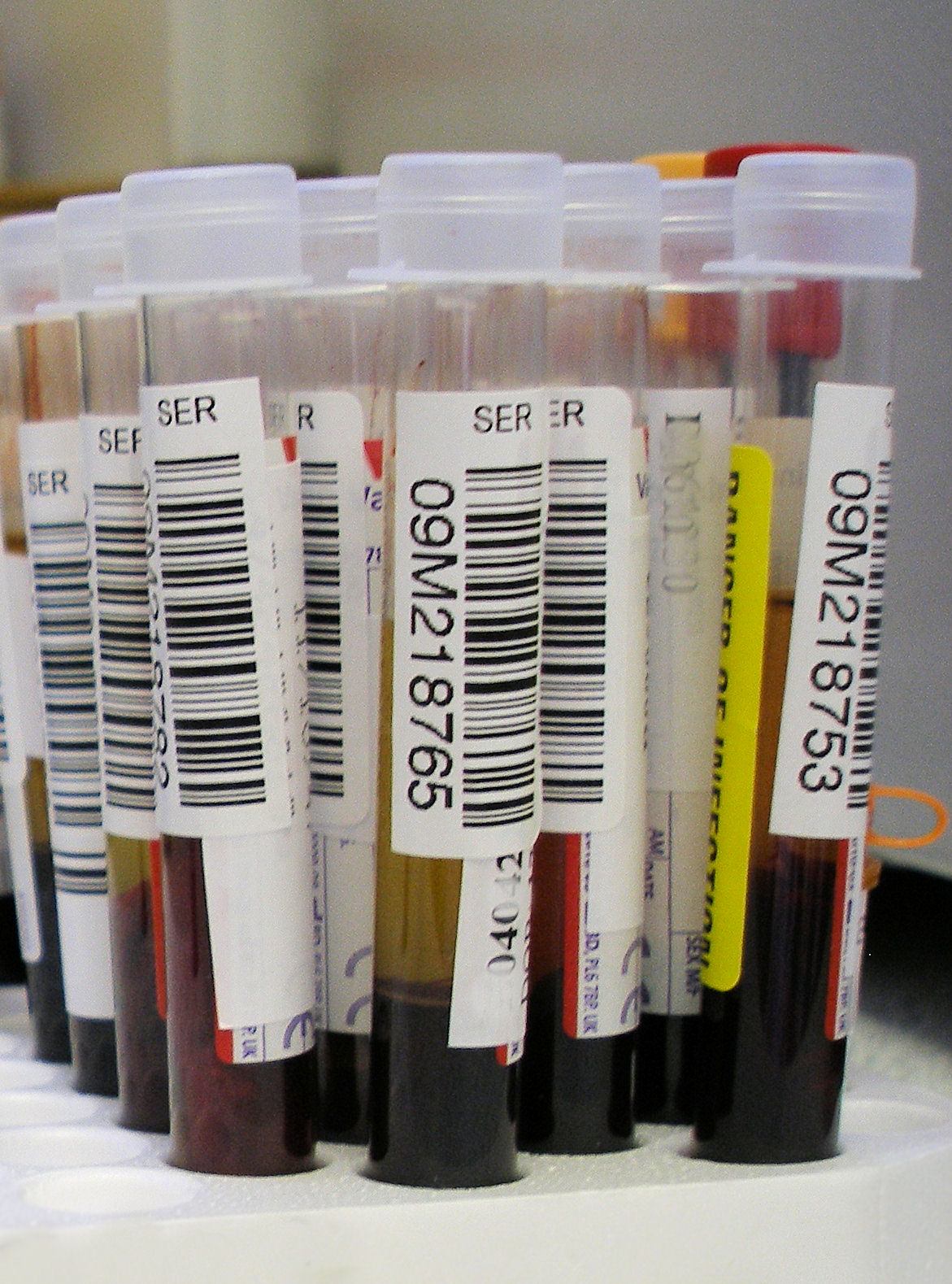
نمونه‌های گرفته‌شده خون. برچسب‌های بارکد دارای اطلاعات مربوط به شخص مربوط به هر نمونه است که برای حفظ حریم شخصی، نام بیمار نوشته نمی‌شود.

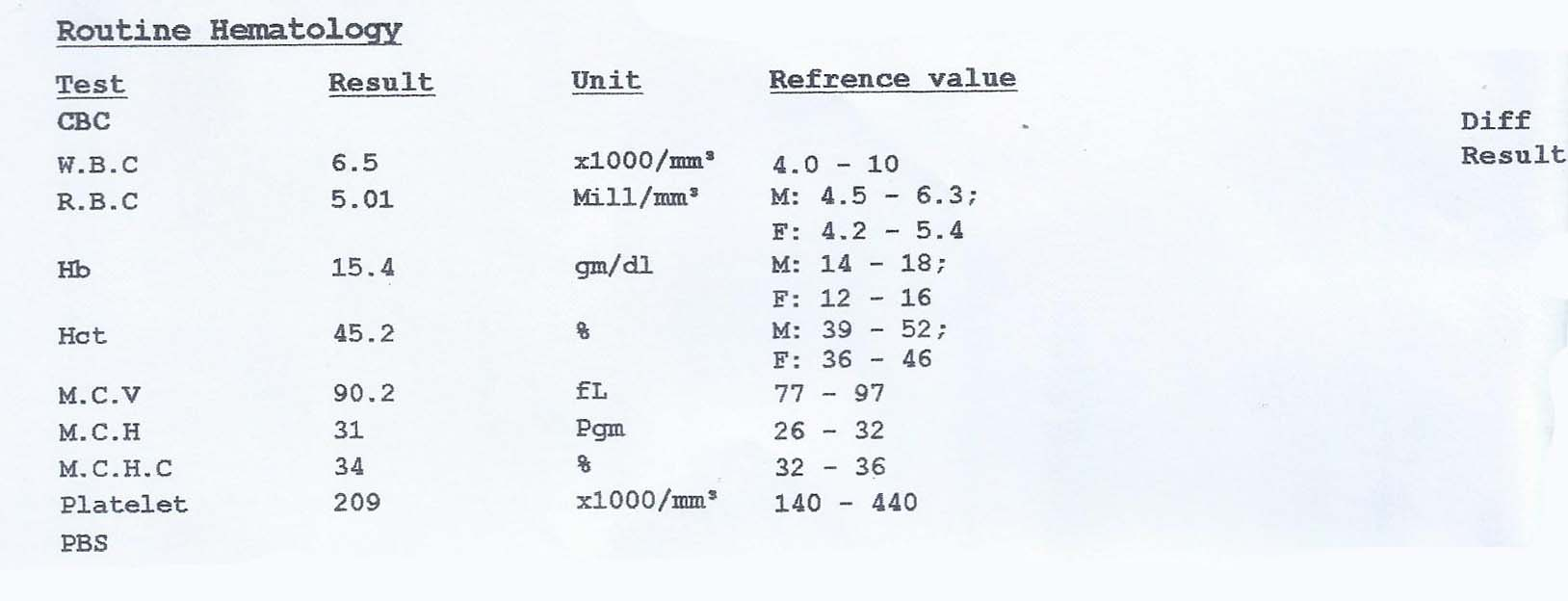
نتیجه آزمایش خون یک فرد سالم

#### هماتولوژی
هماتولوژی شاخه‌ای از آزمایش‌های خون است که به بررسی اجزای سلولی خون می‌پردازد و نقش مهمی در تشخیص، پایش و پیگیری بسیاری از بیماری‌ها دارد. در این نوع آزمایش‌ها، وضعیت گلبول‌های قرمز، گلبول‌های سفید، پلاکت‌ها و هموگلوبین بررسی می‌شود.
از مهم‌ترین آزمایش‌های بخش هماتولوژی می‌توان به موارد زیر اشاره کرد:
1. CBC (شمارش کامل سلول‌های خون): رایج‌ترین آزمایش هماتولوژی است که تعداد گلبول‌های قرمز (RBC)، گلبول‌های سفید (WBC)، پلاکت‌ها (PLT)، هموگلوبین (Hb)، هماتوکریت (Hct) و شاخص‌هایی مانند MCV، MCH، MCHC را بررسی می‌کند.
2. ESR (سرعت رسوب گلبول‌های قرمز): نشان‌دهنده وجود التهاب در بدن است.
3. آزمایش بررسی شکل‌شناسی خون محیطی (Peripheral Blood Smear): بررسی شکل، اندازه و ظاهر سلول‌های خونی برای تشخیص بیماری‌های خونی مانند کم‌خونی‌های مختلف یا سرطان‌های خون.
4. آزمون‌های انعقادی مانند PT و aPTT: برای بررسی عملکرد سیستم انعقاد خون و اختلالات خونریزی.
5. آزمایش رتیکولوسیت‌ها (Reticulocyte Count): برای بررسی فعالیت مغز استخوان در تولید گلبول‌های قرمز.

این آزمایش‌ها به پزشکان کمک می‌کنند تا بیماری‌هایی مانند کم‌خونی، عفونت‌ها، اختلالات انعقادی، سرطان‌های خون (مانند لوسمی) و سایر اختلالات خونی را تشخیص دهند یا روند درمان آن‌ها را پیگیری کنند.

### سرولوژی
شامل آزمایش‌های خاصی همچون: هپاتیت، ایدز، سیفلیس، تب مالت و ویدال… است که معمولاً از روی سرم خون انجام می‌گیرد.

### بیوشیمی
یکی از پانل‌های خون در بخش بیوشیمی برای اندازه‌گیری سدیم، پتاسیم، کلر، بی‌کربنات، نیتروژن اوره خون (BUN)، منیزیم، کراتینین، گلوکز و گاهی نیز کلسیم به‌کار می‌رود. آزمایش‌های مربوط به کلسترول در دو گروه ال.دی. ال و اچ.دی. ال و نیز تری‌گلیسرید تعریف می‌شوند. برخی آنالیزها مانند اندازه‌گیری گلوکز یا پروفایل لیپیدها در بخش بیوشیمی، در فرد ناشتا انجام شده و پیش از خون‌گیری فرد، بین ۸ تا ۱۲ ساعت پیش از آن نباید چیزی خورده یا نوشیده باشد.
بیشترین استفاده خون در آزمایشگاه‌ها از سیاه‌رگ گرفته می‌شود؛ درحالی‌که گروهی از آزمایش‌های تخصصی، مانند ای.بی. جی نیازمند نمونه خون گرفته‌شده از سرخ‌رگ یا شریان هستند. اندازه‌گیری و آنالیز گازهای درون خون شریانی، بهترین وسیله برای مانیتورینگ و کنترل سطح کربن دی‌اکسید و اکسیژن در فهم و درک عملکرد ششها است و نیز این خون در آنالیز و اندازه‌گیری اسید-بازی خون یا همان سطح پی‌اچ و اندازه سطح بی‌کربنات در تعیین وضعیت دقیق متابولیک خون است.

### میکروب‌شناسی
به نمونه‌های ادرار برای کشت میکروب و بررسی عفونت و سنگ کلیه و قارچ و نیز مدفوع برای بررسی عفونت‌های روده‌ای و انگل و کرم به‌کار می‌رود؛ در این بخش، نمونه‌های آزمایشی کشت میکروبی‌ای همچون: خلط، کشت گلو، کشت از تمامی مایعات بدن و تشخیص نوع میکروب نیز انجام می‌شود.

### محدودهٔ معمول
| Test              | پایین | بالا | واحد   | توضیحات                            |
| ----------------- | ----- | ---- | ------ | ---------------------------------- |
| سدیم (Na)         | 136   | 145  | mmol/L |                                    |
| پتاسیم (K)        | 3.5   | 5.0  | mmol/L |                                    |
| اوره              | 2.5   | 6.4  | mmol/L | BUN - نیتروژن اوره خون             |
| اوره              | 15    | 40   | mg/dL  |                                    |
| کراتینین - مرد    | ۶۲    | ۱۱۵  | μmol/L |                                    |
| کراتین - زن       | ۵۳    | ۹۷   | μmol/L |                                    |
| ;کراتینین- مرد    | 0.7   | 1.3  | mg/dL  |                                    |
| کراتینین - زن     | ۰٫۶   | ۱٫۲  | mg/dL  |                                    |
| قند خون (fasting) | 3.9   | 5.8  | mmol/L | همچنین ببینید: هموگلوبین گلیکوزیله |
| گلوکز (fasting)   | 70    | 120  | mg/dL  |                                    |

### پروفایل مولکولی
- الکتروفورز پروتئین (تکنیک جنرال)
- وسترن بلات (تکنیک جنرال)
- آزمون عملکرد کبد
- واکنش زنجیره‌ای پلیمراز (DNA)؛ پروفایل دی‌ان‌ای امروزه حتی با ذره‌ای از موی فرد یا بزاق نیز قابل دسترسی است؛ بیشترین استفاده پروفایل دی.ان. ای در علوم پزشک قانونی و جرم‌شناسی است؛ ولی به‌تازگی، بخشی از پروسه‌های تشخیص پزشکی را در کشف علت گروهی از بیماری‌ها را از آنِ خود کرده‌است.
- نورترن بلات (RNA)
- بیماری‌های آمیزشی

### ارزیابی سلولی
- شمارش کامل خون (سی‌بی‌سی)
- هماتوکریت وام‌سی‌وی ("حجم متوسط گلبول‌ها")
- ای.اس. آر (ESR)
- کراس مچینگ؛ تعریف گروه خونی برای انتقال خون یا پیوند اندام
- کشت خون هنگامی‌که عفونتی ناشناخته یا تشخیصش دشوار باشد از کشت خون برای تعیین دقیق نوع عفونت استفاده می‌شود.

## جای‌گزینی
در سال ۲۰۰۸، دانشمندان اعلام کردند که آزمایش بر روی بزاق، بسیار کم‌هزینه‌تر بوده و در نهایت می‌تواند جایگزین برخی از آزمایش‌های خون شود؛ زیرا بزاق، شامل ۲۰٪ از پروتئین‌های موجود در خون است.